# چران (قوچان)
چران، روستایی است از توابع بخش مرکزی شهرستان قوچان در استان خراسان رضوی ایران.

## جمعیت
این روستا در دهستان شیرین دره قرار داشته و بر اساس سرشماری سال ۱۳۸۵ جمعیت آن ۱۵۲ نفر (۳۷ خانوار)
بوده است.